# Cappella Bufalini
La cappella Bufalini si trova nella navata destra della basilica di Santa Maria in Ara Coeli a Roma. Si tratta della prima cappella venendo dall'ingresso ed è celebre per conservare il ciclo di affreschi con Storie di san Bernardino da Siena di Pinturicchio, databile al 1484-1486 circa.

## Storia
Niccolò dei Bufalini era un importante cittadino di Città di Castello, che a Roma ricopriva la carica di avvocato concistoriale. Lo stemma araldico della sua famiglia (un toro con un fiore), compare spesso nella cappella.
Nella città papale in quegli anni si erano da poco conclusi gli straordinari lavori alla cappella Sistina (terminata nella prima fase nel 1482), che avevano visto convergere a Roma alcuni dei più grandi pittori italiani dell'epoca, da Botticelli a Perugino, da Ghirlandaio a Luca Signorelli, da Cosimo Rosselli a Pinturicchio. Al termine dei lavori questi maestri erano tutti ripartiti in maniera più o meno frettolosa da Roma, con l'esclusione di Pinturicchio che si trattenne in città e mise su una bottega, scegliendo un gruppo eterogeneo tra i migliori collaboratori che avevano lavorato alla cappella papale, tra cui c'erano pittori umbri, toscani, emiliani e laziali. Pinturicchio, che fino ad allora era stato un maestro di secondo piano all'ombra di Perugino, poté dunque approfittare del vuoto lasciato per ricevere la sua prima grande commissione, la cappella Bufalini appunto, in cui dimostrò di essere pienamente capace di organizzare e dirigere un'impresa di grande complessità, con numerosi aiutanti. Inoltre la comune provenienza umbra di committente e artefice fu probabilmente alla base di un già esistente rapporto di fiducia, come dimostra anche una Madonna dipinta per i Bufalini nella Pinacoteca comunale di Città di Castello (1480 circa).
Non si conservano documenti sull'esecuzione degli affreschi, ma la loro realizzazione è di solito attribuita agli anni 1484-1486 circa.
Nel tempo gli affreschi subirono diversi danni e ridipinture, soprattutto nella volta, a cui hanno cercato di porre rimedio i restauri conservativi del 1955-1956 e del 1981-1982.

## Descrizione

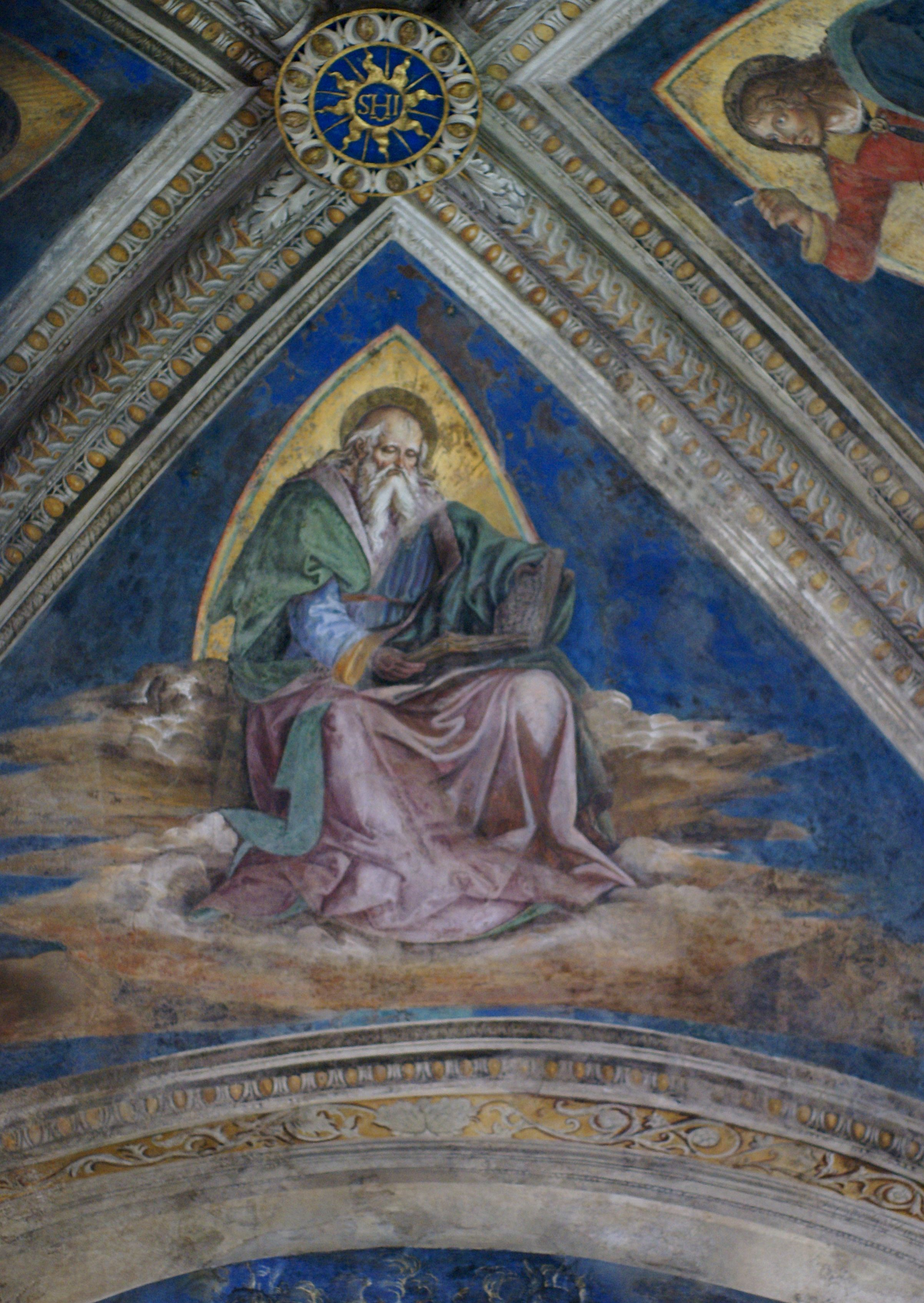
San Giovanni evangelista

La cappella è a base quadrangolare, con volta a crociera e pavimento decorato da mosaici cosmateschi. Gli affreschi si dispiegano sulle tre pareti e sulla volta e sono dedicati alla vita e ai miracoli di san Bernardino da Siena, un santo che in quel periodo era oggetto di una vasta opera di promozione devozionale intrapresa dall'ordine Francescano. L'Aracoeli era infatti retta dai Minori francescani, e gli affreschi includono infatti anche due storie di san Francesco; inoltre la famiglia Bufalini era particolarmente legata a Bernardino, poiché con la sua predicazione aveva sedato le discordie tra i Bufalini e i rivali Baglioni e Del Monte.

### Volta a crociera
Di solito i lavori iniziavano dagli spicchi della volta, dove sono rappresentati i quattro Evangelisti entro mandorle luminose di forma ogivale, secondo uno schema ripreso dal Perugino. Le pose degli evangelisti sono studiate con cura e mostrano una vivacità maggiore rispetto al sereno classicismo peruginesco, con accenni perfino di spirito.

### Parete centrale

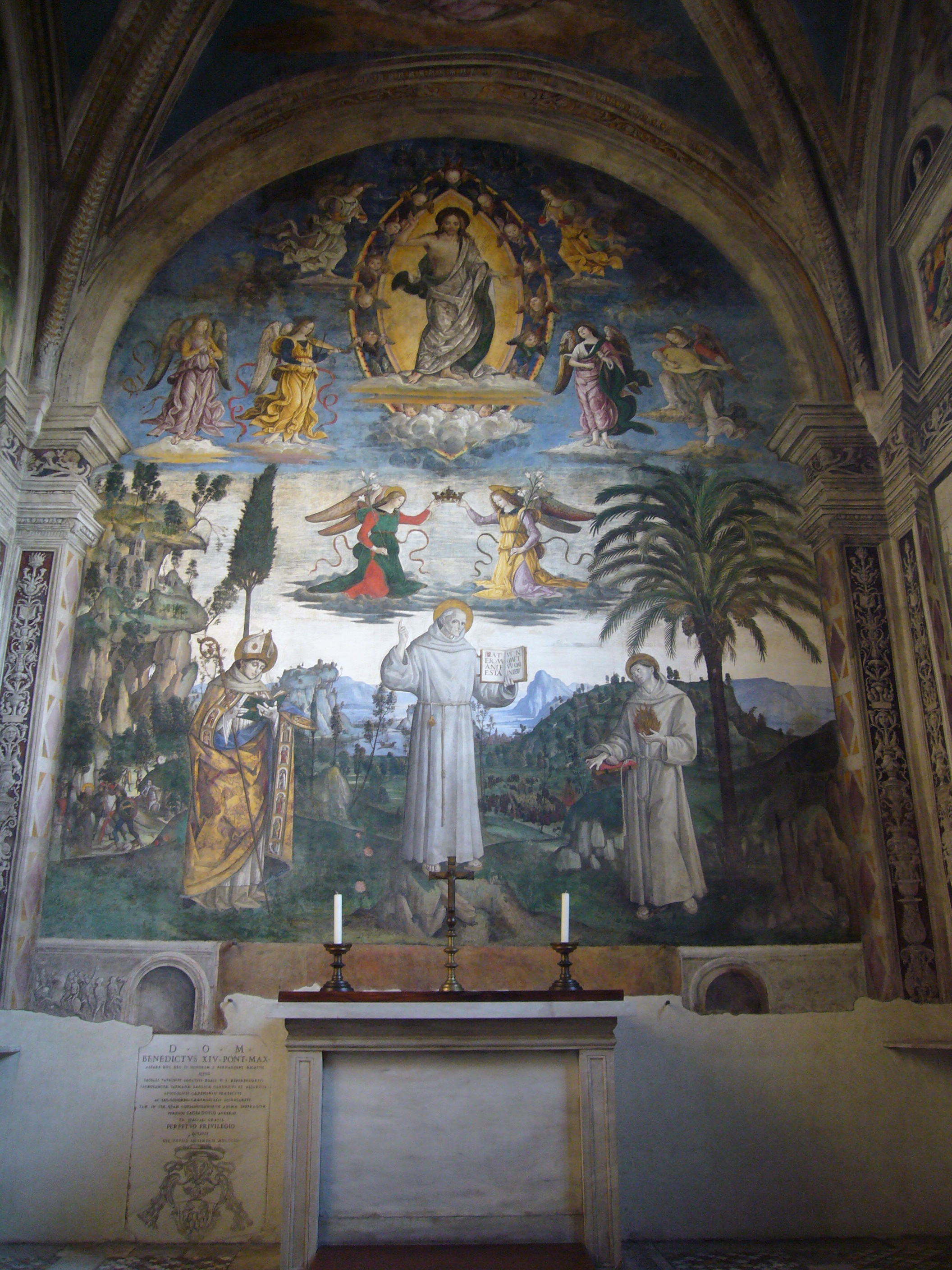
Gloria di San Bernardino

Sulla parete centrale si trova la Gloria di san Bernardino, organizzata su due registri riprendendo lo schema della perduta Assunta della cappella Sistina di Perugino. Nel registro inferiore si trova san Bernardino su una roccia con le braccia aperte e sormontato da due angeli che fanno per incoronarlo, affiancato dai santi Ludovico Di Tolosa e Sant'Antonio di Padova, sullo sfondo di un paesaggio lacustre di ascendenza umbra. Il registro superiore mostra invece Cristo benedicente entro una mandorla tra angeli oranti e musicanti. Anche in questo caso lo schema peruginesco è movimentato da una maggiore espressività e complicatezza, percepibile sia nelle figure sia nelle fantasiose rocce del paesaggio, che evitano schemi simmetrici e amplificano la profondità spaziale. Bernardino tiene in mano un libro aperto in cui si legge "PATER MANIFESTAVI NOMEN TVVM (H)OMINIBVS", che si riferisce all'invenzione del cristogramma IHS del nome divino che costò al santo senese un'accusa per idolatria ed eresia.
Al di sotto della scena si trovava una fascia a monocromo di gusto antichizzante, oggi leggibile solo per un tratto, in cui si trovavano una serie di finte nicchie e rilievi, tra cui resta quello del Corteo militare con prigionieri e satiri. Si tratta di uno dei primi esempi del gusto antiquario che si andava diffondendo proprio in quegli anni nell'area romana, ripreso di lì a poco anche da Filippino Lippi nella cappella Carafa.

### Parete destra
Sulla parete con la bifora Pinturicchio organizzò una partitura spaziale illusionistica, dipingendo due finte finestre simmetriche, una col Padre Eterno benedicente e una con un pavone, simbolo paleocristiano di immortalità. Qui si trovano anche una scena della vita di san Bernardino da Siena: "Bernardino riceve l'abito religioso", ambientata in un'ardita prospettiva obliqua che sfrutta i pilastri decorati a grottesche dell'arcone. Sotto la finestra reale si trova un'apertura illusoria con Cinque personaggi, tra cui si riconoscono un frate anziano, forse il priore del convento, e un laico che gli somiglia parecchio, forse un amministratore o un fabbriciere dell'Opera della basilica.

### Parete sinistra

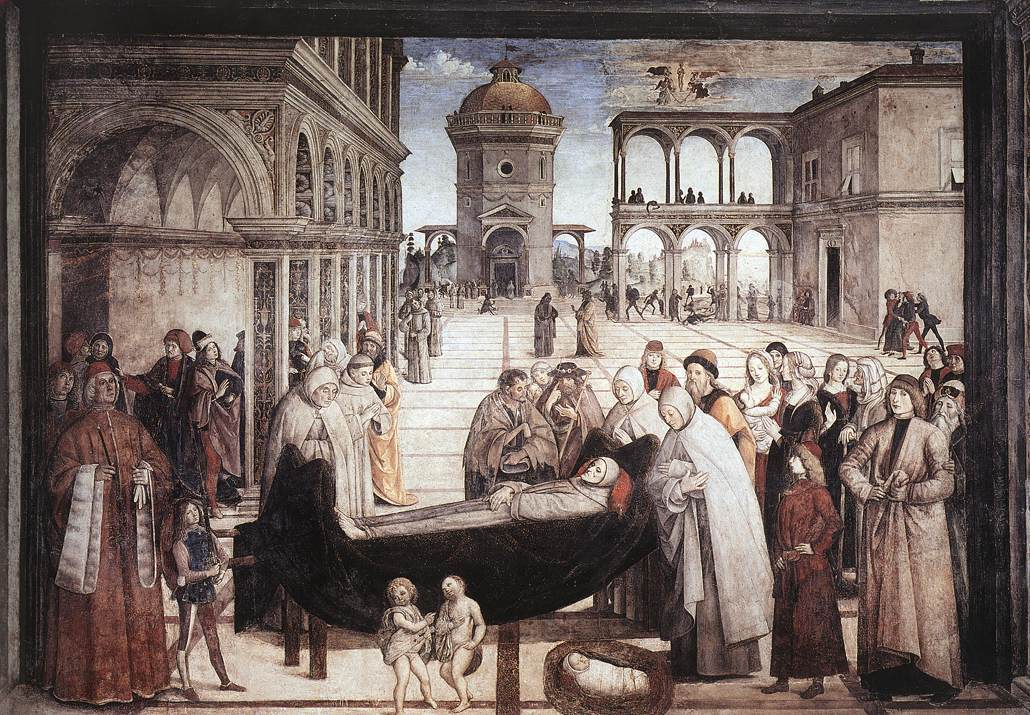
Funerali di san Bernardino

La parete sinistra è organizzata in due scene sovrapposte, divise da un cornicione con fregio dipinto. La lunetta superiore mostra il Romitaggio del giovane Bernardino, mentre sotto si trova la scena dei Funerali di san Bernardino, ambientati in uno spazio urbano con pavimento a scacchiera razionalmente organizzato con la prospettiva che cattura l'occhio dello spettatore verso il punto di fuga, che coincide con un edificio a base centrale, ripreso dalla Consegna delle chiavi di Perugino. Pinturicchio però si allontanò dal modello attenuando il rigore simmetrico tramite la disposizione di due edifici ad altezze differenti sui lati, che arricchiscono e variano lo scenario. A sinistra si trova infatti un loggiato con pilastri decorati da fantasiose candelabre dorate, che arriva quasi alle soglie del primo piano, mentre a destra, più lontano, si trova un edificio cubico collegato a una doppia loggetta ariosamente aperta sullo sfondo del paesaggio e del cielo cristallino.
In primo piano si svolgono i funerali del santo, disteso su un catafalco che, essendo disposto in tralice, aumenta il senso di profondità spaziale e fa meglio interagire i personaggi con lo spazio circostante. Frati, pellegrini e gente comune si avvicinano per rendere omaggio al santo, mentre ai lati stanno in posa ufficiale due personaggi contemporanei riccamente abbigliati, che sono stati riconosciuti come il committente stesso (a sinistra con la cappa foderata di pelliccia e un guanto calzato e uno in mano) e un altro membro della sua famiglia.
Il resto dei personaggi che popolano la piazza mettono in scena una serie di miracoli compiuti dal santo in vita: la guarigione di un cieco (che si indica gli occhi), la risurrezione di un indemoniato, la guarigione del bimbo nato morto di Giovanni e Margherita da Basilea, la guarigione di Lorenzo di Niccolò da Prato ferito da un toro, la pacificazione delle famiglie umbre.
In quest'opera sono chiare le molteplici influenze della pittura di Perugino in questa fase: la razionalità prospettica di marca urbinate-perugina, la varietà di tipi e pose nelle fosse, ispirata ai fiorentini come Benozzo Gozzoli o Ghirlandaio, la caratterizzazione pungente dei poveri pellegrini e mendicanti, derivata dall'esempio dei fiamminghi.
Di grande qualità sono anche le candelabre a grottesche che decorano i pilastri, sovraccariche di elementi fantastici, mostri, animali, vegetali e suppellettili, imitanti i rilievi antichi e le prime grottesche scoperte nella Domus Aurea. A queste candelabre si riferisce uno dei pochi disegni ritenuti sicuramente autografi di Pinturicchio, conservato nel Kupferstichkabinett di Berlino (n. 5192). In seguito, per il ricorso sempre maggiore ad aiuti di bottega, gli elementi decorativi delle sue opere successive saranno più trascurati.